# Протерозой
| Еон                         | Ера Продължителност    | Период                 | Начало в млн. г. |
| --------------------------- | ---------------------- | ---------------------- | ---------------- |
| Фанерозой                   |                        |                        |                  |
| Неозой 65,5 млн. г.         | Кватернер              | 2,588                  |                  |
| Неозой 65,5 млн. г.         | Неоген                 | 23,03                  |                  |
| Неозой 65,5 млн. г.         | Палеоген               | 65,5                   |                  |
| Мезозой 185,5 млн. г.       | Креда                  | 145,5                  |                  |
| Мезозой 185,5 млн. г.       | Юра                    | 199,6                  |                  |
| Мезозой 185,5 млн. г.       | Триас                  | 251                    |                  |
| Палеозой 291 млн. г.        | Перм                   | 299                    |                  |
| Палеозой 291 млн. г.        | Карбон                 | 359,2                  |                  |
| Палеозой 291 млн. г.        | Девон                  | 416                    |                  |
| Палеозой 291 млн. г.        | Силур                  | 443,7                  |                  |
| Палеозой 291 млн. г.        | Ордовик                | 488,3                  |                  |
| Палеозой 291 млн. г.        | Камбрий                | 542                    |                  |
| Протерозой                  |                        |                        |                  |
| Неопротерозой 458 млн. г.   | Едиакарий              | 630                    |                  |
| Неопротерозой 458 млн. г.   | Криоген                | 850                    |                  |
| Неопротерозой 458 млн. г.   | Тоний                  | 1 000                  |                  |
| Мезопротерозой 600 млн. г.  | Стений                 | 1 200                  |                  |
| Мезопротерозой 600 млн. г.  | Ектасий                | 1 400                  |                  |
| Мезопротерозой 600 млн. г.  | Калимий                | 1 600                  |                  |
| Палеопротерозой 900 млн. г. | Статерий               | 1 800                  |                  |
| Палеопротерозой 900 млн. г. | Орозирий               | 2 050                  |                  |
| Палеопротерозой 900 млн. г. | Рясий                  | 2 300                  |                  |
| Палеопротерозой 900 млн. г. | Сидерий                | 2 500                  |                  |
| Архай                       | Неоархай 300 млн. г.   | Неоархай 300 млн. г.   | 2 800            |
| Архай                       | Мезоархай 400 млн. г.  | Мезоархай 400 млн. г.  | 3 200            |
| Архай                       | Палеоархай 400 млн. г. | Палеоархай 400 млн. г. | 3 600            |
| Архай                       | Еоархай                | Еоархай                | 4 000            |
| Хадей                       | Хадей                  | Хадей                  | 4 540            |

Протерозоят е следващото голямо подразделение на докамбрия след архай. Той започва преди около 2,5 милиарда години и завършва преди 542 милиона години. Самото име на епохата е с гръцки произход, като протос означава първи, по-ранен, а зои живот. За този период са характерни обогатяването на атмосферата с кислород и обширните континентални заледявания, настъпили в края на епохата.

## Животни
През протерозоя животинският свят е значително по-беден от растителния. Първите следи от живот се появяват още преди около 3,5 милиарда години в ранния архай, но ясно изразени вкаменелости има чак от късния архай, когато се формират строматолитите. Те представляват вкаменелости от микроскопични организми, образували се при просмукването на SiO2 в мъртвите организми, които се втвърдяват в кремък. Най-старите строматолити са открити в Гренландия. Те са на възраст 3,8 милиарда години. В тях се наблюдават овални телца със запазени участъци от външна обвивка. Разнообразието от строматолити продължава да се увеличава през по-голямата част от протерозоя. Допреди около 1 милиард години те виреят в плитки води навсякъде по света. Строматолитите започват да намаляват като изобилие и разнообразие преди около 700 милиона години. Популярна теория за тяхното изчезване е, че тревопасните еукариоти, може би включително и първите животни, развиващи се по това време, започват да се хранят с тях. След края на ордовика строматолитите почти изчезват и са рядко срещани фосили. Днес те са открити само в отделни местности с ниско ниво на паша. Такова място е Заливът на акулите в Австралия.
През протерозоя се осъществява преходът от едноклетъчни прокариоти към еукариоти и ранни растения, гъби и животни. Най-старият фосил, който представлява микроскопичен организъм, е на около 2,1 милиарда години. От епохата на протерозоя са открити няколко вида фосили, но прости многоклетъчни форми. Тези фосили, познати като „CARBON FILMS“, представляват малки, силно свити, повечето подобни на кръгове ивици или листа организми. През тази епоха се наблюдава и развитието на зелените, червените и кафявите водорасли. От ранния протерозой са намерени и интересен вид своеобразни водорасли, при които се наблюдава в детайли клетъчният строеж на организма. Срещат се и телца от водорасли с размер до 5 микрона, които известно време са били приемани за спори. Те са известни под названието „стероморфид“.
От протерозойската епоха са и най-старите относително добре проучени животински фосили, които се появяват през последните 100 милиона години на периода. Въпреки липсата на твърда скелетна част, причина за трудното отпечатване на организмите, са намерени достатъчно следи от животинския свят по това време. Преди около 620 милиона години са живели най-старите познати червеи. Те са обитавали кални местности около вулканични острови в Северна Африка. Техни следи са запазени и във вулканични скали в Северна Каролина. В края на протерозоя, преди около 650 – 540 милиона години, се появяват и първите видими с просто око организми. В пясъчните пустини на Австралия и Южна Африка, както и в Източна Европа са открити организми, близки до днешните морски животни – медузи и безгръбначни. Появяват се и първите трипластни животни и тези с двустранна симетрия. Счита се, че може би е имало и други развити животински форми, но са изчезнали.